# Bibliothèque universitaire de Salzbourg
La Bibliothèque universitaire de Salzbourg (en allemand, Universitätsbibliothek Salzburg) est la bibliothèque de l'Université de Salzbourg et la plus vaste bibliothèque de la ville. Fondée en 1623, elle est riche d'environ 2,4 millions de documents (livres, mais aussi documents audiovisuels, livres électroniques).

## Histoire
La bibliothèque est fondée en 1623, en même temps que l’université, dans les bâtiments anciens. Le premier établissement d'un index du contenu de la bibliothèque date de 1704 : il révèle qu'à cette date le fonds de la bibliothèque est surtout constitué d'ouvrages de théologie, philosophie et droit. Ce n'est qu'à la fin du XVIIIe siècle que la bibliothèque est déplacée dans le bâtiment qu'elle occupe encore aujourd'hui. AU début du XIXe siècle, avec la disparition de la principauté archiépiscopale de Salzbourg, les fonds de nombreux monastères viennent enrichir la bibliothèque universitaire. De 1810 à 1962, le développement est toutefois très limité ; à cette dernière date, l'Université de Salzbourg est rétablie et la bibliothèque se modernise et s'enrichit.

## Collections

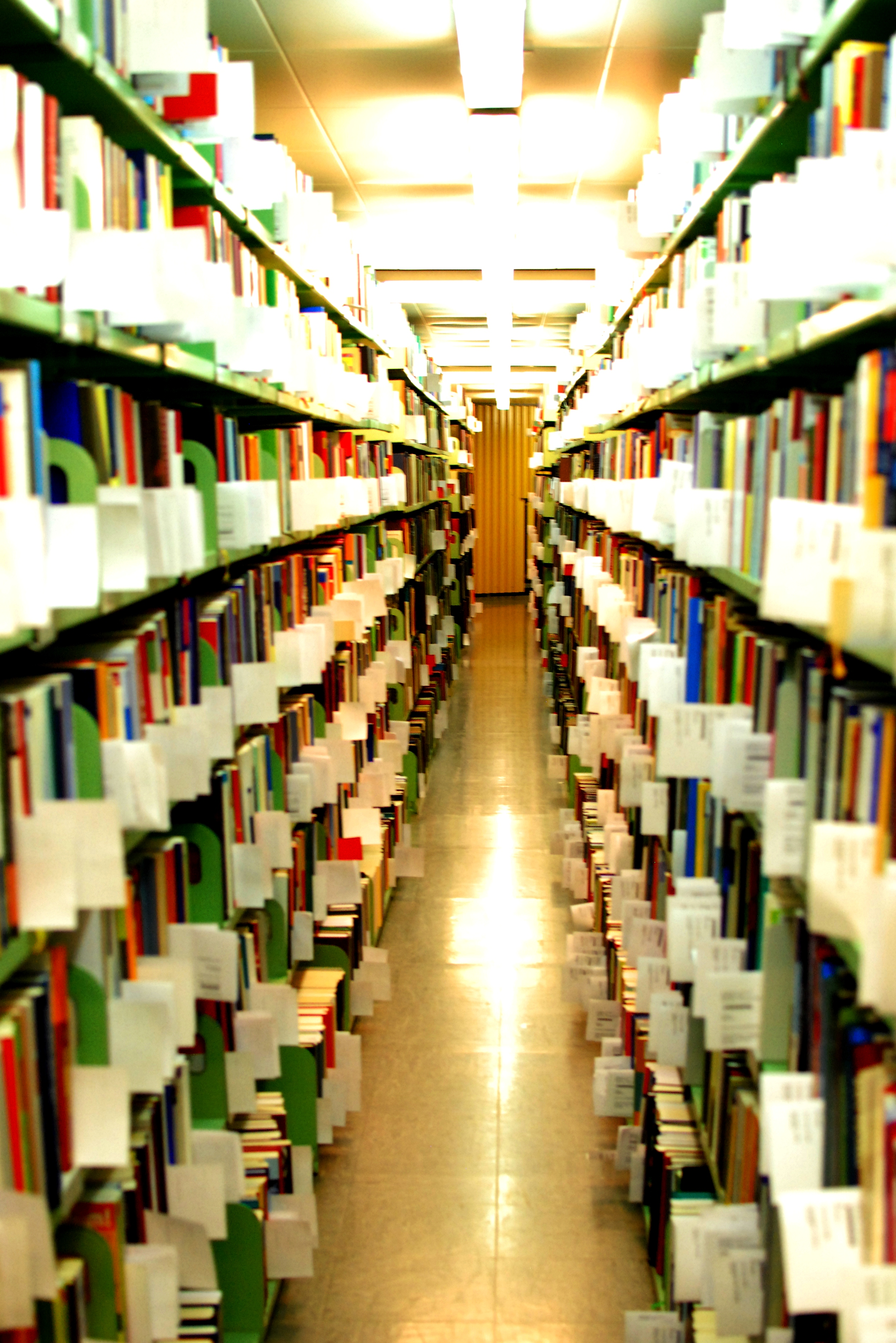
Un rayon de la bibliothèque.

La bibliothèque universitaire de Salzbourg est bien entendu connue pour son fonds musical, notamment consacré à Wolfgang Amadeus Mozart. L'importance de ce fonds a valu à la bibliothèque d'accueillir du 8 au 11 septembre 1958 un rassemblement de plus de cinquante bibliothécaires de toute l'Europe, travaillant sur la « contribution des bibliothèques au progrès de l'éducation musicale ».
Un autre projet spécifique à cette bibliothèque universitaire est le projet « KZ-memoria », dédié à l’étude, à la diffusion et à la valorisation des témoignages écrits par les survivants des camps de concentration et d’extermination nazis. Il s'appuie principalement sur les archives de Mauthausen.